# Nishiyoshino
Nishiyoshino (西吉野村, Nishiyoshino-mura) est un ancien village japonais situé dans le district de Yoshino de la préfecture de Nara.
En 2003, la population compte 3 673 personnes pour une densité de 39,98 individu par km². La superficie totale est de 91,88 km2.
Le 25 septembre 2005, Nishiyoshino, en compagnie du village d'Ōtō (également du district de Yoshino), est intégré dans la ville en expansion de Gojō.
Durant la période des Cour du Nord  et Cour du Sud de l'histoire du Japon (1336 à 1392), trois empereurs de la Cour du Sud, Go-Daigo, Go-Murakami et Go-Kameyama, sont supposés avoir résidé dans la villa impériale située dans la zone Anō de Nishiyoshino.
Nishiyoshino est bien connu au Japon pour sa production de kakis.